# Reserva Natural das Cavernas de Piusa

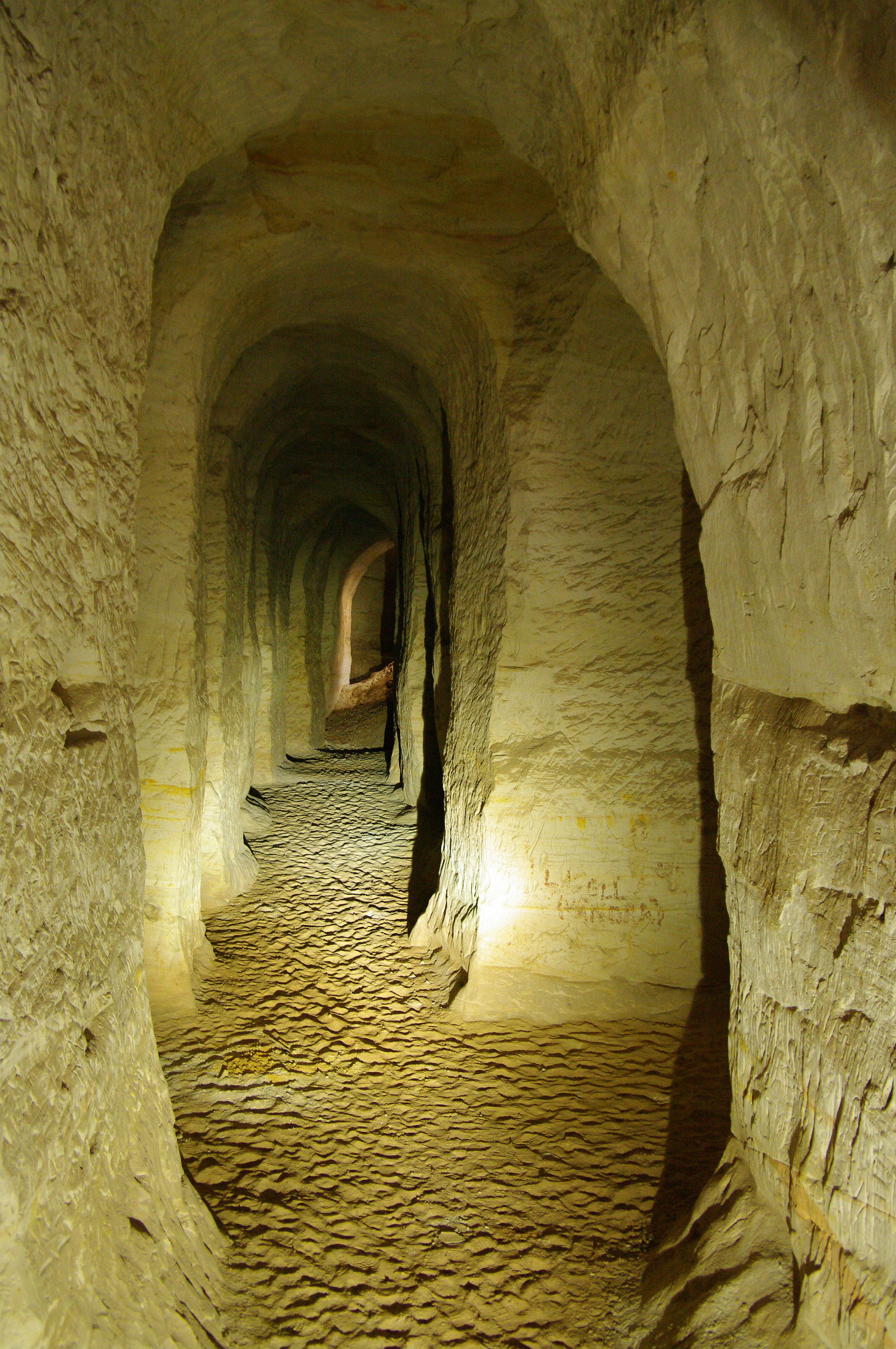
Cavernas de Piusa

A Reserva Natural das Cavernas de Piusa (em estoniano:  Piusa koobastiku looduskaitseala) é uma reserva natural em Piusa, condado de Võru, na Estónia. A sua área é de 47,7 ha. Os objetivos da reserva natural são proteger as cavernas de Piusa e os morcegos que vivem nas cavernas.
Em 1981 as cavernas Piusa foram protegidas e em 1992 a reserva natural foi formada.